# Caliphaea thailandica
Caliphaea thailandica – gatunek ważki z rodziny świteziankowatych (Calopterygidae). Słabo poznany, stwierdzony na kilku stanowiskach w północno-zachodniej Tajlandii i północnym Wietnamie.